# Strömstad (comuna)
Strömstad (em sueco: Strömstads kommun;  ouça a pronúncia) é uma comuna da Suécia localizada no condado da Västra Götaland. 
Sua capital é a cidade de Strömstad. 
Possui 467 quilômetros quadrados e segundo censo de 2018, havia 13 253.
A comuna está situada no extremo norte da província histórica de Bohuslän, na margem do estreito de Escagerraque, junto à fronteira com a Noruega.

## Etimologia e uso
O nome geográfico Strömstad deriva da palavra Strömmen (nome de antiga aldeia piscatória do século XVII).
A localidade está mencionada como Strömsta em 1672.
Em textos em português costuma ser usada a forma original Strömstad. 

## Localidades principais
Localidades com mais população da comuna (2019):

| # | Localidade | População |
| - | ---------- | --------- |
| 1 | Strömstad  | 7 374     |
| 2 | Skee       | 786       |
| 3 | Kebal      | 395       |

## Economia
A economia tradicional de Strömstad está baseada na pesca, no comércio e no turismo.

## Comunicações
A comuna de Strömstad é atravessada no sentido norte-sul pela estrada europeia E6 (Trelleborg-Malmö-Gotemburgo-Strömstad)

## Património turístico
Alguns pontos turísticos mais procurados atualmente são:

- Ilhas Koster (Kosteröarna) - Duas ilhas no estreito de Escagerraque a oeste de Strömstad
- Parque natural marinho de Kosterhav
- Barco de pedra de Blomsholm
- Igreja de Skee século XII
- Idefjorden - Fiorde entre a Suécia e a Noruega, nas comunas de Strömstad (Suécia) e Halden (Noruega)
- Ponte de Svinesund (Svinesundsbron) - Ponte rodoviária entre a Suécia e a Noruega

Comuna de Strömstad
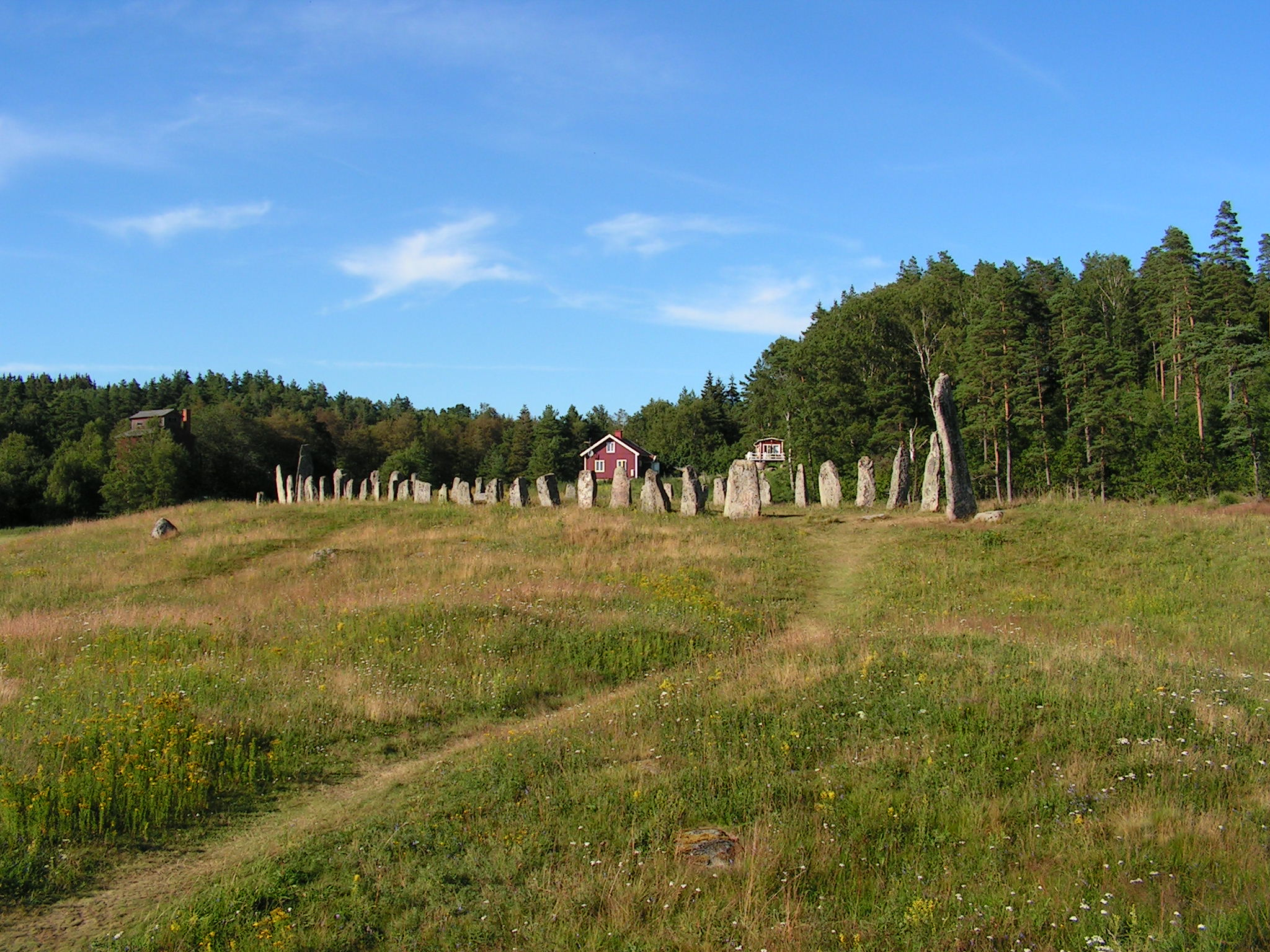
Barco de pedra de Blomsholm
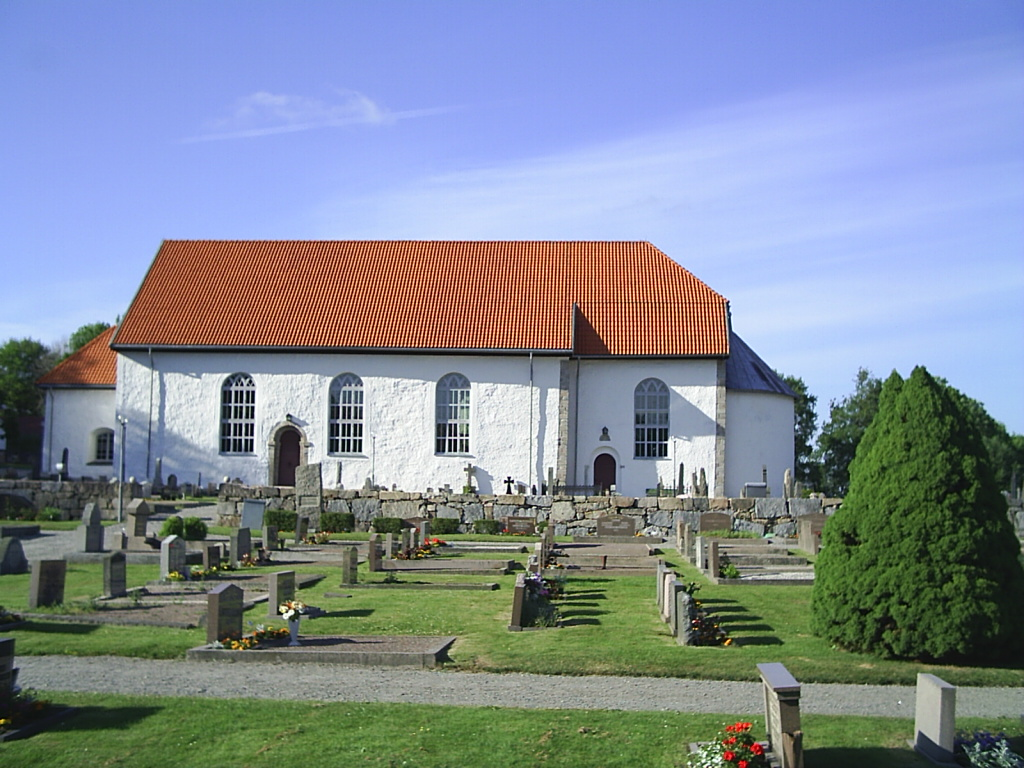
Igreja de Skee século XII
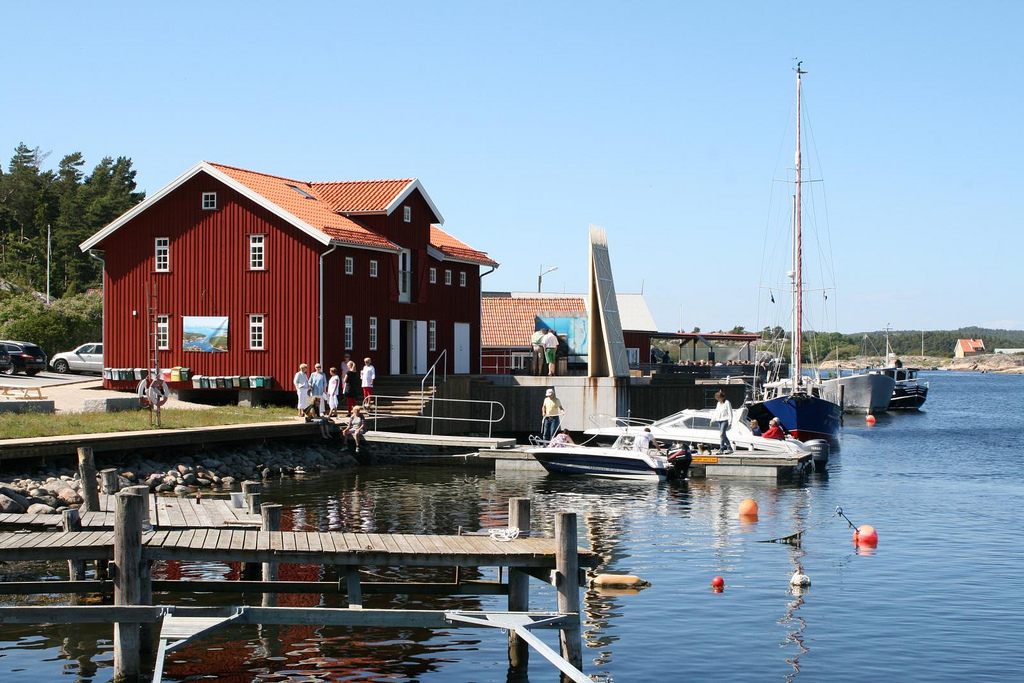
O pequeno porto de Rossö
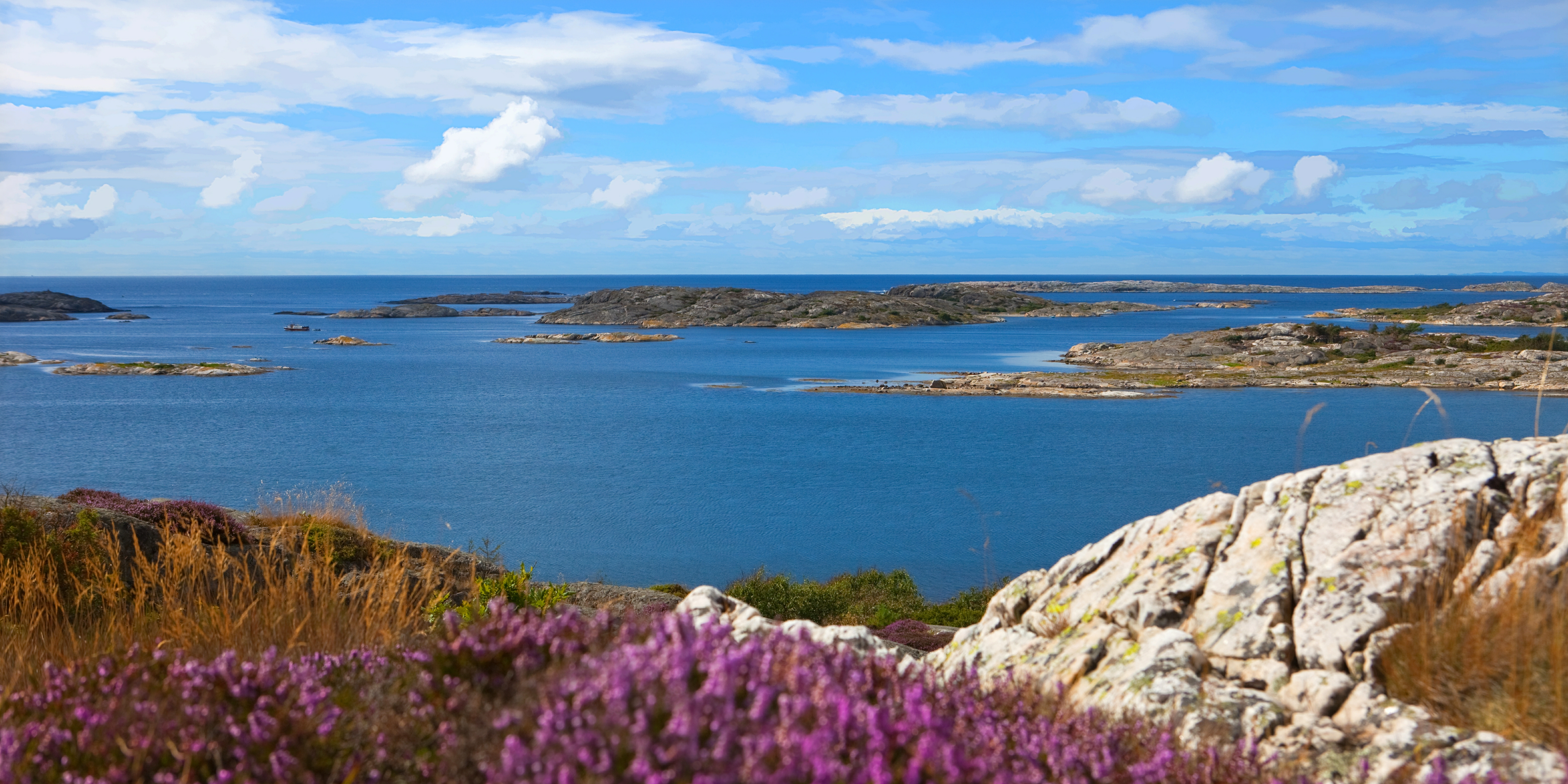
As ilhas Koster